# Laelia weberbaueriana
Laelia weberbaueriana är en orkidéart som först beskrevs av Friedrich Fritz Wilhelm Ludwig Kraenzlin, och fick sitt nu gällande namn av Charles Schweinfurth. Laelia weberbaueriana ingår i släktet Laelia och familjen orkidéer. Inga underarter finns listade i Catalogue of Life.